# Vedène
Vedène (okzitanisch Vedena) ist eine französische Gemeinde mit 11.799 Einwohnern (Stand 1. Januar 2022) im Département Vaucluse in der Region Provence-Alpes-Côte d’Azur. Sie gehört zum Kanton Le Pontet im Arrondissement Avignon.

## Geschichte
Die Stadt wurde zum ersten Mal 1105 urkundlich erwähnt, anlässlich der Schenkung von Pons Rainoard, dem Gutsherrn des Ortes, der das Moor von Vedène an die Kanoniker von Avignon übergab.
Im Laufe des 14. Jahrhunderts wechselte das Lehnsgut häufig seinen Besitzer und fiel in die Hände der Familien Rainoard, Castello, Gaufridi, Coyrano, Rodulphi und Galliani (französisch Galléans). Letztere erwarb zunächst 1352 die Rechte für das Lehnsgut und kaufte es schließlich 1443 frei.

### Bevölkerungsentwicklung
| Jahr      | 1962 | 1968 | 1975 | 1982 | 1990 | 1999 | 2008 |
| Einwohner | 2425 | 3329 | 4388 | 5588 | 6675 | 8673 | 9937 |

## Sehenswürdigkeiten
- Schloss
- Pforte der Turmuhr
- Kirche Saint Thomas
- Kapelle Sainte-Anne

## Persönlichkeiten
- Robert Allan (1927–1998), okzitanischer Dichter, der in Vedène lebte.